# Fuerza Naval del Mar Negro
La Fuerza Naval del Mar Negro (en inglés: Black Sea Naval Force, también conocida como BLACKSEAFOR o Black Sea Naval Cooperation Task Group, en inglés: Grupo de Trabajo de Cooperación Naval del Mar Negro) fue un programa de cooperación naval en el Mar Negro establecido en 2001 por iniciativa de Turquía con la participación de Bulgaria, Rumania, Ucrania, Rusia y Georgia.

## Historia
El propósito original de BLACKSEAFOR era «promover cooperativamente la seguridad y la estabilidad en el área marítima del Mar Negro y también, fortalecer la amistad y las relaciones de buena vecindad entre los Estados de la región y aumentar la interoperabilidad entre las fuerzas navales de esos estados».
La BLACKSEAFOR realizó varios ejercicios navales conjuntos desde su formación, aunque fue suspendida varias veces. La guerra ruso-georgiana de 2008 llevó a Georgia a suspender su participación en los ejercicios de BLACKSEAFOR y a Rusia a negarse a participar en los ejercicios que involucraban a Georgia. La asociación quedó efectivamente suspendida en 2014 tras la anexión de Crimea por Rusia y la guerra en Donbas. En 2015, después de que las fuerzas turcas derribaran un avión ruso, Rusia suspendió su membresía en la BLACKSEAFOR.
Desde 2014, se considera que la BLACKSEAFOR ha dejado de estar en funcionamiento.

## Patrullajes

### 2001
| 1.ª Activación: 27 de septiembre - 16 de octubre de 2001 | 1.ª Activación: 27 de septiembre - 16 de octubre de 2001 | 1.ª Activación: 27 de septiembre - 16 de octubre de 2001 | 1.ª Activación: 27 de septiembre - 16 de octubre de 2001 |
| -------------------------------------------------------- | -------------------------------------------------------- | -------------------------------------------------------- | -------------------------------------------------------- |
| Mando: Armada Turca                                      | Mando: Armada Turca                                      | Mando: Armada Turca                                      | Mapa                                                     |
| Unidades                                                 |                                                          |                                                          |                                                          |
| Armada                                                   | Buque                                                    | Tipo                                                     |                                                          |
| Bulgaria                                                 | F11 Smeli                                                | Fragata                                                  |                                                          |
| Georgia                                                  | P202 Kutaisi                                             | Bote patrullero                                          |                                                          |
| Rumania                                                  | F265 Contraamiral Horia Macelariu                        | Corbeta                                                  |                                                          |
| Rusia                                                    | 901 Almirante Zheleznyakov                               | Dragaminas                                               |                                                          |
| Turquía                                                  | F242 Fatih                                               | Fragata                                                  |                                                          |
| Ucrania                                                  | U311 Cherkasy                                            | Dragaminas                                               |                                                          |

### 2002
| 2.ª Activación: 5 - 28 de agosto de 2002 | 2.ª Activación: 5 - 28 de agosto de 2002 | 2.ª Activación: 5 - 28 de agosto de 2002 | 2.ª Activación: 5 - 28 de agosto de 2002 |
| ---------------------------------------- | ---------------------------------------- | ---------------------------------------- | ---------------------------------------- |
| Mando: Armada de Ucrania                 | Mando: Armada de Ucrania                 | Mando: Armada de Ucrania                 | Mapa                                     |
| Unidades                                 |                                          |                                          |                                          |
| Armada                                   | Buque                                    | Tipo                                     |                                          |
| Bulgaria                                 | М62 Shkval                               | Dragaminas                               |                                          |
| Georgia                                  | P202 Kutaisi                             | Bote patrullero                          |                                          |
| Rumania                                  | М29 Locotenent Dimitrie Nicolescu        | Dragaminas                               |                                          |
| Rusia                                    | 901 Almirante Zheleznyakov               | Dragaminas                               |                                          |
| Turquía                                  | М264 Erdemli                             | Cazaminas                                |                                          |
| Ucrania                                  | U510 Slavútich                           | Buque de control                         |                                          |

### 2003
| 3.ª Activación: 3 - 31 de agosto de 2003 | 3.ª Activación: 3 - 31 de agosto de 2003 | 3.ª Activación: 3 - 31 de agosto de 2003 | 3.ª Activación: 3 - 31 de agosto de 2003 |
| ---------------------------------------- | ---------------------------------------- | ---------------------------------------- | ---------------------------------------- |
| Mando: Armada de Bulgaria                | Mando: Armada de Bulgaria                | Mando: Armada de Bulgaria                | Mapa                                     |
| Unidades                                 |                                          |                                          |                                          |
| Armada                                   | Buque                                    | Tipo                                     |                                          |
| Bulgaria                                 | M62 Shkval                               | Dragaminas                               |                                          |
| Georgia                                  | P302 Tiflis                              | Barco lanzamisiles                       |                                          |
| Rumania                                  | F265 Contraamiral Horia Macelariu        | Corbeta                                  |                                          |
| Rusia                                    | 808 Pytliví                              | Fragata                                  |                                          |
| Turquía                                  | F242 Yavuz                               | Fragata                                  |                                          |
| Ucrania                                  | U206 Vínnitsa                            | Corbeta                                  |                                          |

### 2004
| 4.ª Activación: 5 - 27 de agosto de 2004 | 4.ª Activación: 5 - 27 de agosto de 2004 | 4.ª Activación: 5 - 27 de agosto de 2004 | 4.ª Activación: 5 - 27 de agosto de 2004 |
| ---------------------------------------- | ---------------------------------------- | ---------------------------------------- | ---------------------------------------- |
| Mando: Fuerzas Navales Georgianas        | Mando: Fuerzas Navales Georgianas        | Mando: Fuerzas Navales Georgianas        | Mapa                                     |
| Unidades                                 |                                          |                                          |                                          |
| Armada                                   | Buque                                    | Tipo                                     |                                          |
| Bulgaria                                 | L701 Sirius                              | Buque de desembarco                      |                                          |
| Georgia                                  | P303 Dioscuríade                         | Bote lanzamisiles                        |                                          |
| Rumania                                  | F265 Contraamiral Horia Macelariu        | Corbeta                                  |                                          |
| Rusia                                    | 158 Tsézar Kunikov                       | Buque de desembarco                      |                                          |
| Turquía                                  | F243 Yildirim                            | Fragata                                  |                                          |
| Ucrania                                  | U401 Kirovogrado                         | Buque de desembarco                      |                                          |

### 2005
| 5.ª Activación: 8 - 27 de agosto de 2005 | 5.ª Activación: 8 - 27 de agosto de 2005 | 5.ª Activación: 8 - 27 de agosto de 2005 | 5.ª Activación: 8 - 27 de agosto de 2005 |
| --- | ---------------------------------------- | ---------------------------------------- | ---------------------------------------- |
| Mando: Fuerzas Navales de Rumania | Mando: Fuerzas Navales de Rumania        | Mando: Fuerzas Navales de Rumania        | Mapa                                     |
| Unidades |                                          |                                          |                                          |
| Armada | Buque                                    | Tipo                                     |                                          |
| Bulgaria | М62 Shkval                               | Dragaminas                               |                                          |
| Rumania | F111 Mărășești                           | Fragata                                  |                                          |
| Rusia | 156 Yamal                                | Buque de desembarco                      |                                          |
| Turquía | F242 Fatih                               | Fragata                                  |                                          |
| Ucrania | U510 Slavútich                           | Buque de control                         |                                          |
| Aunque Georgia no participó con ningún barco en esta ocasión por tensiones internas (Resolución 1615 del Consejo de Seguridad de la ONU para extender la UNOMIG), sí fue tomado como parte y estuvo presente en la reunión sobre los resultados el 15 de diciembre de 2005 que, de hecho, tuvo lugar en Tiflis, capital de Georgia. |                                          |                                          |                                          |

### 2006
| 6.ª Activación: 7 - 25 de abril de 2006 | 6.ª Activación: 7 - 25 de abril de 2006 | 6.ª Activación: 7 - 25 de abril de 2006 | 6.ª Activación: 7 - 25 de abril de 2006 |
| --------------------------------------- | --------------------------------------- | --------------------------------------- | --------------------------------------- |
| Mando: Fuerzas Navales de Rumania       | Mando: Fuerzas Navales de Rumania       | Mando: Fuerzas Navales de Rumania       | Mapa                                    |
| Unidades                                |                                         |                                         |                                         |
| Armada                                  | Buque                                   | Tipo                                    |                                         |
| Bulgaria                                | М62 Shkval                              | Dragaminas                              |                                         |
| Georgia                                 | P202 Kutaisi                            | Bote patrullero                         |                                         |
| Rumania                                 | F111 Mărășești                          | Fragata                                 |                                         |
| Rusia                                   | 156 Yamal                               | Buque de desembarco                     |                                         |
| Turquía                                 | F243 Yildrim                            | Fragata                                 |                                         |
| Ucrania                                 | U510 Slavútich                          | Buque de control                        |                                         |

| 7.ª Activación: 1 - 22 de agosto de 2006 | 7.ª Activación: 1 - 22 de agosto de 2006 | 7.ª Activación: 1 - 22 de agosto de 2006 | 7.ª Activación: 1 - 22 de agosto de 2006 |
| ---------------------------------------- | ---------------------------------------- | ---------------------------------------- | ---------------------------------------- |
| Mando: Armada de Rusia                   | Mando: Armada de Rusia                   | Mando: Armada de Rusia                   | Mapa                                     |
| Unidades                                 |                                          |                                          |                                          |
| Armada                                   | Buque                                    | Tipo                                     |                                          |
| Bulgaria                                 | F11 Smeli                                | Fragata                                  |                                          |
| Georgia                                  | P303 Dioscuríade                         | Bote lanzamisiles                        |                                          |
| Rumania                                  | F265 Contraamiral Horia Macelariu        | Corbeta                                  |                                          |
| Rusia                                    | 158 Tsézar Kunikov                       | Buque de desembarco                      |                                          |
| Turquía                                  | F241 Turgutreis                          | Fragata                                  |                                          |
| Ucrania                                  | U510 Slavútich                           | Buque de control                         |                                          |

## Otras lecturas
- Volten, Peter M.E.; Tashev, Blagovest (2007). Establishing security and stability in the wider Black Sea area : international politics and the new and emerging democracies (en inglés). Ámsterdam: IOS Press in cooperation with NATO Public Diplomacy Division. p. 105. ISBN 9781586037659.
- Pavliuk, Oleksandr; Klympush-Tsintsadze, Ivanna (2016). The Black Sea Region: Cooperation and Security Building: Cooperation and Security Building (en inglés). Routledge. ISBN 9781315498232.